# Matabeleland
Le Matabeleland est une région de l'ouest et du sud-ouest du Zimbabwe.

Situation du Matabeleland sur une carte du Zimbabwe.

## Description
La province, d'une superficie de 181 605 km2, située entre les fleuves Limpopo au sud et Zambèze au nord, est quelquefois décomposée en deux territoires : Matabeleland nord et Matabeleland sud. Les deux villes les plus importantes sont Bulawayo, capitale historique du Matabeleland et Hwange. Cette province est majoritairement rurale. Elle tire ses revenus de ses exploitations agricoles (blé, tabac, céréales, coton, sucre). Elle dispose également de ressources minières importantes. En 1992, le Matabeleland comptait 1 855 300 habitants.

## Histoire
Cette province est baptisée au XIXe siècle selon le nom de l'ethnie dominante des  Ndébélés qui s'imposent dans cette région à partir de 1834. En 1888, le roi Lobengula signe la concession Rudd qui accorde des droits miniers exclusifs à l'homme d'affaires britannique Cecil Rhodes. Malgré ses tentatives ultérieures pour désavouer le traité, l'accord sert de base à l'octroi d'une charte royale à la British South Africa Company de Rhodes en octobre 1889 et au début de la colonisation blanche du territoire qui devient la Rhodésie du Sud en 1895. En 1896-1897, ce territoire est le lieu d'une rébellion contre les Britanniques, la « seconde guerre ndébélé (première Chimurenga », animée notamment par Nehanda Nyakasikana.
En 1983, une rébellion ndébélé met fin à l'union politique ZANU-ZAPU et une guerre civile ensanglante la province du Matabeleland. Robert Mugabe et Emmerson Mnangagwa y déploient « leur » 5e brigade, une force spéciale formée par des instructeurs nord-coréens. Joshua Nkomo (1917-1999) est démis de ses fonctions. La répression de l'armée est brutale contre les Ndébélés et les forces de l'ex-ZAPU. On dénombre 10 000 victimes.
En 2002, alors que la famine sévit, les cadres du parti de Mugabe refusent de nourrir quiconque est soupçonné de soutenir le MDC, parti majoritaire dans la province.